# Isoluoto, Vittisbofjärd
Isoluoto är en ö i Finland. Den ligger i sjön Uksjärvi och i kommunen Björneborg i den ekonomiska regionen  Björneborgs ekonomiska region  och landskapet Satakunta, i den sydvästra delen av landet, 240 km nordväst om huvudstaden Helsingfors. Öns area är 5,9 hektar och dess största längd är 360 meter i nord-sydlig riktning.